# Troisième République (Géorgie)
Pour les articles homonymes, voir Troisième République.
Pour le pays, voir Géorgie (pays).
 (février 2015).
Si vous disposez d'ouvrages ou d'articles de référence ou si vous connaissez des sites web de qualité traitant du thème abordé ici, merci de compléter l'article en donnant les références utiles à sa vérifiabilité et en les liant à la section « Notes et références ».
1990–1992
Entités précédentes :
- RSS de Géorgie

Entités suivantes :
- Conseil militaire de Géorgie
- République d'Ossétie du Sud

La république de Géorgie de 1991-1992, aussi nommé IIIe République de Géorgie, est l'entité gouvernementale qui dirigea la Géorgie de 1991 à 1992 sous la présidence de Zviad Gamsakhourdia, à la sortie du pays du régime soviétique. Dissout en janvier 1992 après le coup d'État mené par des généraux pro-soviétiques, le régime laissa à ses successeurs un lourd héritage toujours présent dans l'esprit national de la Géorgie actuelle : crise économique, guerre civile et conflits séparatistes toujours non résolus en Abkhazie et en Ossétie du Sud.
Avant la  déclaration d'indépendance du 9 avril 1991, durant la dernière phase de la période soviétique, la Géorgie est dirigée par le Conseil suprême de la république de Géorgie (en géorgien : საქართველოს რესპუბლიკას უმაღლესი საბჭოთა Sak'art'velos respoublikas oumaghlesa sabtchot'a). Ce Conseil, avec à sa tête Zviad Gamsakhourdia, un ancien dissident soviétique, fut la première entité soviétique à choisir un leader qui n'était pas issu du Parti communiste. Cela mena à une tension des relations entre Moscou et Tbilissi dont les traces sont toujours présentes aujourd'hui.

## Contexte
L'histoire moderne de la Géorgie commence avec l'indépendance de la république démocratique de Géorgie en 1918. Cet État s'établit à la faveur de la guerre civile russe, et rédige sa propre constitution, la première de l'histoire géorgienne, en 1921. Toutefois, cette république est en guerre avec la Russie bolchévique en février-mars 1921, qui l'annexe à l'issue du conflit. En décembre 1922, le pays est intégré à l'Union des républiques socialistes soviétiques en tant que sujet fédéral de la république socialiste fédérative soviétique de Transcaucasie, puis en tant que république socialiste soviétique à partir de 1936.
Le pouvoir soviétique mène une politique de restriction des sentiments nationalistes. La Géorgie couvre un espace réduit par rapport au territoire contrôlé et revendiqué avant l'annexion de 1921. Ainsi, plusieurs territoires géorgiens sont donnés aux républiques d'Arménie, d'Azerbaïdjan, de Russie et à la Turquie voisine, tandis que d'autres régions sont déclarées autonomes sur des fondements ethniques ou religieuses : l'Adjarie, l'Abkhazie et l'Ossétie du Sud. Les historiens géorgiens modernes considèrent ces derniers actes comme des moyens de Moscou pour réduire le pouvoir de Tbilissi en Géorgie.[réf. nécessaire]
L'anti-nationalisme géorgien s'accentue surtout après la mort de Joseph Staline en 1953. En effet, ce dernier étant ethniquement géorgien, son successeur Nikita Khrouchtchev participe activement à la réduction des mouvements nationalistes géorgiens durant la période de déstalinisation. On peut notamment observer l'émergence d'un parti pour l'indépendance du pays durant les manifestations de Tbilissi de mars 1956, manifestations qui se termineront en tragédie avec un raid policier causant la mort de plusieurs dizaines d'individus. Ce point tournant de l'histoire soviétique de la Géorgie voit aussi se développer les mouvements dissidents dans certains cercles culturels, principalement dans les années 1960. Parmi les plus célèbres dissidents, on peut citer le musicien Merab Kostava, l'écrivain Zviad Gamsakhourdia et d'autres. Le nationalisme géorgien sera de plus victorieux durant les protestations d'avril 1978 pour protéger le statut unique de la langue géorgienne au sein de la république, démonstrations qui alièneront toutefois les ethnies non-géorgiennes vivant sur le territoire du pays, notamment les Abkhazes et les Ossètes.
Avec la politique de libéralisation entamée dans l'Union soviétique durant la seconde moitié des années 1980, les Géorgiens devront faire face à certains défis importants concernant les relations entre Tbilissi et les régions autonomes dépendant d'elle. La situation se tend et une classe politique affirmant que les tensions ethniques sont créées à l'instigation de Moscou se forme. Les protestations se multiplient et une grande partie de la population réclame alors la séparation vis-à-vis de l'Union. Dans une dernière tentative de reprendre le contrôle sur la situation, l'armée soviétique réprime une nouvelle fois brutalement les manifestants à Tbilissi le 9 avril 1989, date symbolisant le changement définitif de l'orientation politique géorgienne envers le monde soviétique.

## Histoire

### L'organisation de la république
Les évènements tragiques d'avril 1989 marquent le début de la fin du règne soviétique en Géorgie. En effet, non seulement la population géorgienne se trouve massivement mécontente des évènements, mais la classe politique communiste elle-même commence bientôt à entamer les étapes en vue d'une séparation éventuelle vis-à-vis de Moscou. C'est ainsi que dès le 9 mars 1990, le Soviet suprême de la RSS de Géorgie adopte une série de résolutions anti-soviétiques : l'acte de soviétisation du 25 février 1921 est condamné comme une intervention et l'occupation de la Géorgie par la Russie bolchevik, l'accord d'union du 12 mars 1922 mettant en place la république socialiste fédérative soviétique de Transcaucasie est jugé invalide, l'acte de création de l'Union soviétique du 30 décembre 1922 est également déclaré illégal, tandis que le Soviet suprême s'engage à « protéger la souveraineté d'État de la Géorgie ».

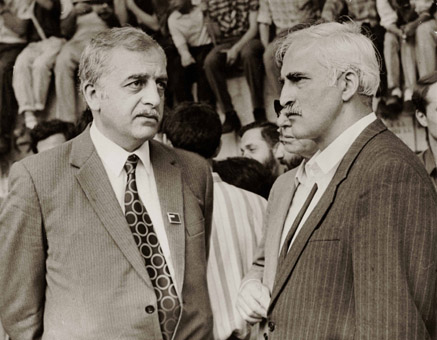
Zviad Gamsakhourdia et Merab Kostava

Parallèlement avec ces événements, les mouvements dissidents et nationalistes se réunissent dans le but de former une organisation politique. Au mois de mars 1990, un forum national réunissant un grand nombre de partis politiques officiellement interdits par le pouvoir soviétique est convoqué et parvient à convaincre le Soviet suprême de reporter les élections législatives du 25 mars à une date plus tardive dans l'année. Après maints débats sur le futur politique du pays, ce forum national se divise en plusieurs fractions idéologiques, mais le mouvement « Table ronde », dirigé par Zviad Gamsakhourdia, Merab Kostava et Akaki Assatiani, réussit à se démarquer des autres. Bientôt, le Soviet suprême décide d'accorder à l'opposition des élections multipartites pour le mois d'octobre, les premières élections démocratiques du monde soviétique.
Le 28 octobre 1990, les élections législatives se déroulent librement à travers presque tout le pays, excepté dans les régions autonomes où les partis ethniques ne sont pas autorisés. Près de 70 % de l'électorat participe aux votes et choisit entre pas moins de 3 400 candidats pour 250 sièges de députés. La grande majorité de la population vote pour la « Table ronde » (une coalition de partis non communistes favorables à l'indépendance) qui reçoit 114 sièges au Soviet suprême (dont le nom est changé en Conseil suprême), contre seulement 61 mandats pour le parti communiste. Le Front populaire, la « Géorgie démocratique » et le bloc « Liberté et Renaissance économique » reçoivent chacun un siège de député.
Le Conseil suprême nouvellement élu se réunit pour la première fois le 14 novembre 1990 dans une session hautement attendu à travers la nation et bénie par le Catholicos-Patriarche de toute la Géorgie Ilia II. Le Conseil prend tout de suite des résolutions importantes pour le destin du pays, dont le remplacement des emblèmes soviétiques par ceux datant de la république démocratique de Géorgie (drapeau, armoiries, hymne nationale), et élit Zviad Gamsakhourdia, chef de la fraction « Table ronde », comme Président du Conseil suprême et, par conséquent, chef d'État du pays. La toute première loi votée par le Conseil suprême concerne le nom du pays : de République socialiste soviétique, son nom est changé en république de Géorgie. La seconde loi approuvée déclare une période de transition nationale de durée indéterminée pour la Géorgie, censée préparer la nation pour le rétablissement de la souveraineté d'État.

### Fin de la domination soviétique
La période de transition proclamée par le nouveau gouvernement rencontre bientôt un grand succès parmi toutes les vagues politiques du pays. Ainsi, même le parti communiste géorgien déclare sa séparation du parti communiste de l'Union soviétique le 8 décembre 1990, brisant de cette manière tout lien politique unissant la Géorgie à Moscou. Le centre s'oppose à ces avancées vers l'indépendance et tente donc de mettre pression sur le gouvernement nationaliste. Mikhail Gorbatchev va jusqu'à menacer de graves problèmes territoriaux et économiques à la Géorgie si celle-ci se décide à quitter l'« union fraternelle », mettant en garde Tbilissi au sujet d'une implication soviétique dans les conflits éventuels en Abkhazie et Ossétie du Sud.

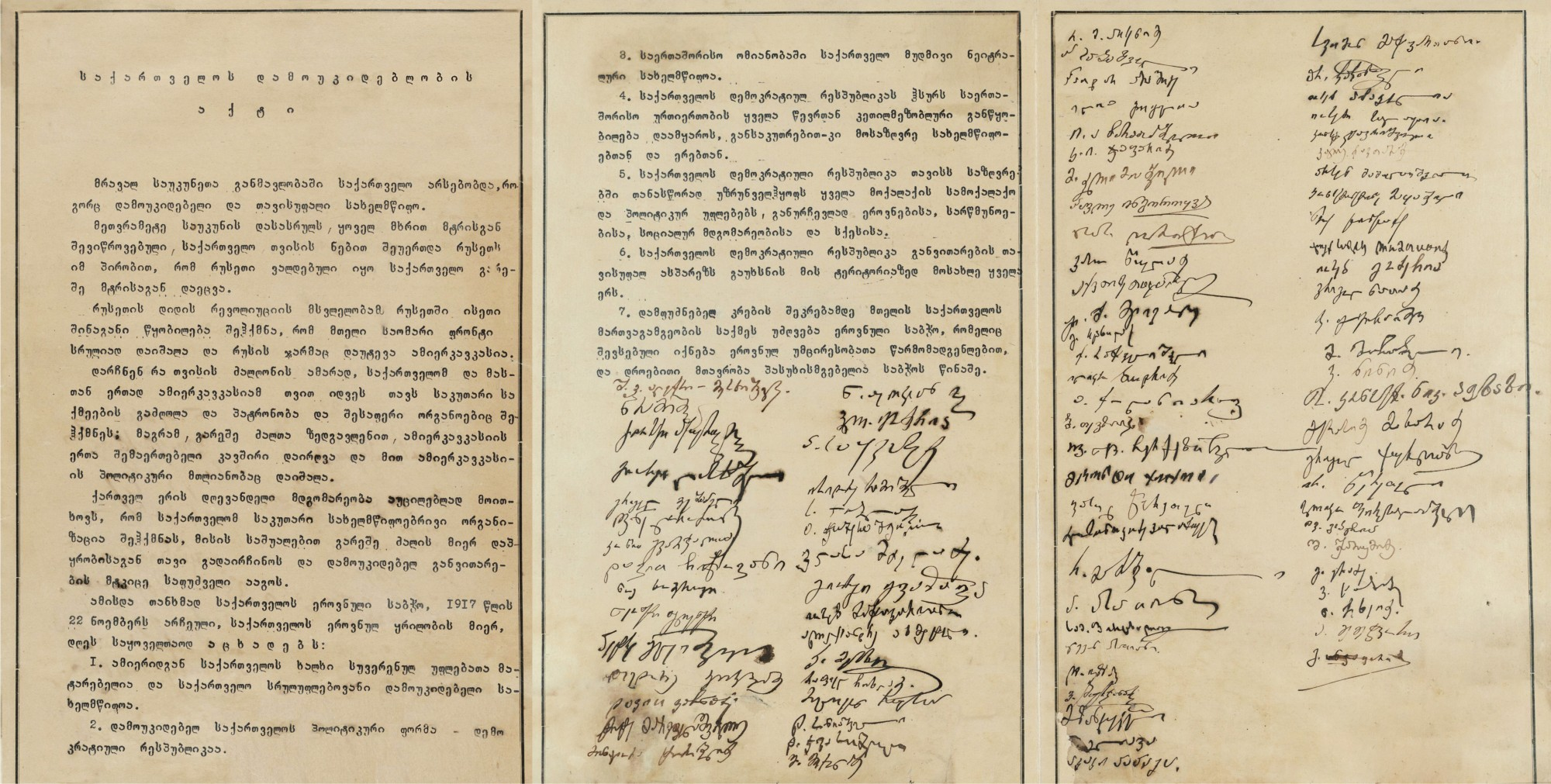
L'Acte d'Indépendance de 1918

Malgré cela, le gouvernement géorgien continue sa politique de transition nationale. Ainsi, le Conseil suprême commence activement à entreprendre l'abolissement des institutions soviétiques dans le pays, pour les remplacer par des corps nationaux démocratiques. Le 29 janvier 1991, le système des soviets locaux est aboli à travers la Géorgie, annulant les pleins pouvoirs de ceux-ci, avant que l'administration de Gamsakhourdia s'engage à désintégrer les fermes collectives. Le capitalisme est introduit dans la région à la suite de la privatisation de nombreuses petites entreprises, tandis que le marché devient libre et les banques privées apparaissent ; le nombre de journaux et médias indépendants se multiplie.
La prochaine étape de la période transitoire se transforme en une « guerre de lois » contre le Kremlin. Le Conseil suprême révoque en effet les lois fédérales allant à l'encontre de la souveraineté géorgienne. Une garde nationale est formée en janvier 1991 et le service militaire soviétique est aboli. Au mois de mars, des élections locales sont organisées nationalement dans le but de mettre un terme à la vacance dans les gouvernances locales qui est apparue après la dissolution des soviets locaux. La constitution géorgienne est également amendée et des additions démocratiques dirigeant le pays vers l'indépendance y sont ajoutées. Chacune de ces lois est parallèlement annulée par Moscou.
Dans le but de sauver l'État de l'Union soviétique, le gouvernement central décide d'organiser un référendum sur le changement du statut de l'union, celle-ci devant devenir l'« Union des républiques souveraines soviétiques ». La Géorgie, avec plusieurs autres républiques soviétiques, refusent de prendre part à ce référendum, censé se dérouler le 17 mars 1991 et décide à la place d'organiser un scrutin national pour le 31 mars. Celui-ci a pour question « Êtes-vous d'accord avec l'idée que l'indépendance de la Géorgie devrait être restauré sur la base de l'Acte d'Indépendance du 26 mai 1918 ? » Plus de 3 300 000 citoyens prennent part aux élections et pas moins de 90,8 % donnent une réponse positive à la question. Seuls certains districts en Ossétie du Sud et en Abkhazie ne prennent pas part au scrutin en raison des conflits ethniques et participent au référendum soviétique du 17 mars à la place.
Autant est-il que désormais, le gouvernement de la « Table ronde » est confiant dans la volonté du peuple a regagner l'indépendance perdue en 1921. S'appuyant sur les résultats du référendum, le Conseil suprême vote le 9 avril 1991 à l'unanimité la séparation définitive de la Géorgie vis-à-vis de l'URSS. Moins d'une semaine plus tard, le 14 avril, le Conseil suprême élit Zviad Gamsakhourdia comme président de la République et Akaki Assatiani devient le président du Conseil.

### IIIeRépublique de Géorgie
La IIIe République de Géorgie naquit le 9 avril 1991, quand le Conseil suprême de la république de Géorgie proclama l'Acte de Restauration de l'Indépendance de 1918, où l'indépendance de la nation vis-à-vis de l'Union des républiques socialistes soviétiques. Le nouveau Parlement choisit Zviad Gamsakhourdia, ancien dissident soviétique et chef du Conseil Suprême comme Président par intérim le même jour et un nouveau gouvernement fut formé. Le 26 mai, la Géorgie libre organisa ses premières élections et Zviad Gamsakhourdia fut confirmé à la tête de l'État avec 86,5 % des suffrages exprimés. Toutefois, le gouvernement nationaliste du premier président de la République de Géorgie tourna bientôt en un régime extrémiste, ultra-nationaliste et bordant les limites du fascisme. De plus, son administration dut affronter une terrible crise économique nationale qui venait de la crise économique de l'URSS qui touchait le gouvernement de Mikhail Gorbatchev. Pour toutes ces raisons, une forte opposition se forma dès les premiers mois de la République et le 19 août, le Premier ministre Tenguiz Sigoua démissionna de son poste, qu'il tenait depuis novembre 1990. Le 23 août, la Garde nationale fut désarmée et son commandant Tenguiz Kitovani rejoint à son tour l'opposition, cette fois-ci en créant un front armé des protestataires, qui se réfugia dans les banlieues de Tbilissi, avant de tenter d'organiser un coup d'État.
Mais plus l'opposition s'activait, plus Zviad Gamsakhourdia virait vers la dictature ce qui augmentait les critiques de l'étranger, y compris des États-Unis qui pourtant s'activaient à décomposer l'Union soviétique. Les premières manifestations violentes se déroulèrent le 2 septembre et les nombreux accrochages entre la police et les protestataires firent plusieurs morts, qui se répétèrent en octobre et en novembre de la même année. Parallèlement, la situation s'envenimait en Ossétie du Sud, une région séparatiste de la Géorgie en guerre contre le gouvernement central de Tbilissi depuis la fin de 1990. Ainsi, le 16 novembre 1991, la province autonome, dont le statut avait été supprimé par Gamsakhourdia, déclara son indépendance vis-à-vis de la Géorgie et une Constitution fut par ailleurs adoptée. L'opposition s'enflamma à la suite de cette nouvelle défaite et le 22 décembre, les armées de Kitovani retournèrent dans la capitale géorgienne, aidée par des troupes soviétiques. Il s'allia avec le chef de la milice paramilitaire Mkhedrioni Djaba Iosseliani et commença à assiéger le Parlement où s'était réfugié Gamsakhourdia avec ses derniers fidèles. Entre-temps, la Géorgie avait réussi à acquérir une reconnaissance de facto par la Communauté internationale à la suite de la dissolution officielle de l'URSS qui eut lieu le 26 décembre. Pendant deux semaines, les combats firent rage dans la capitale géorgienne et le 6 janvier 1992, les rebelles prirent le Parlement après l'avoir détruit, obligeant Zviad Gamsakhourdia à quitter Tbilissi. La Constitution fut suspendue, la République abolie et un Conseil militaire proclamé.

### Conflits ethniques
Alors que la population géorgienne se prépare à la sortie de la Géorgie de l'Union soviétique, les régions autonomes d'Abkhazie et d'Ossétie du Sud entrent en conflit ouvert avec Tbilissi au sujet de leur statut au sein de la république. Ces évènements sont liés à plusieurs facteurs, dont la politique hostile de Zviad Gamsakhourdia vis-à-vis des Ossètes, qu'il nomme « hôtes ingrats », mais aussi à une certaine étendue, les intérêts de Moscou dans la région. Les hostilités entre Tbilissi et Tskhinvali commencent ainsi dès le début de la présidence de Gamsakhourdia en 1990.
Les hostilités débutent sur le plan législatif. Déjà sous la période soviétique, le statut de la région autonome d'Ossétie du Sud est une question controversée. Dans une situation tendue et accompagnée de violences, le Soviet suprême régional parvient à maintes reprises à voter pour le changement du statut de la région en république autonome ou même république démocratique soviétique, décisions annulées chaque fois par Tbilissi. Une fois au pouvoir, le nouvellement élu gouvernement de Géorgie annule à son tour une résolution sud-ossète faisant de l'oblast autonome une république souveraine, la jugeant illégale, le 22 novembre 1990. De plus, Tbilissi fait un pas de plus en annulant l'autonomie même de l'Ossétie du Sud et l'intégrant dans la région de Kartlie intérieure, le 11 décembre, autonomie toutefois rétablie le 7 janvier 1991 par le Kremlin sans fondements légaux.
Les tensions entre les deux partis s'accentuent et se transforment en combats armés. Pour tenter de rétablir l'ordre, le gouvernement géorgien proclame bientôt la loi martiale et organise une mission de maintien de la paix composée de troupes russes et géorgiennes. Malgré ces actions, les violences continuent et Tbilissi décide de participer directement au conflit en faisant pénétrer 6 000 soldats de la Garde nationale le 5 janvier 1991 à Tskhinvali. Après plusieurs jours de combats de rue, la ville se retrouve divisée en parties occidentale (ossète) et orientale (géorgienne), et vers le 25 janvier, les Géorgiens se retirent de la capitale régionale et s'établissent sur les hauteurs entourant la ville. Malgré un cessez-le-feu apporté par la médiation russe, le conflit ne s'apaise toujours pas quand, le 29 janvier, la police géorgienne arrête le président du Soviet suprême sud-ossète Torez Kouloumbegov qui participe alors à des négociations à Tbilissi.
Les Géorgiens tentent de reprendre contrôle de Tskhinvali à plusieurs reprises, notamment aux mois de février et mars. Une telle situation demeure pendant plusieurs mois, tandis que le gouvernement de Zviad Gamsakhourdia tente de s'allier avec la Russie de Boris Eltsine dans ce conflit. C'est ainsi que le 23 mars 1991, Gamsakhourdia et Eltsine se rencontrent à Kazbegui, et les deux s'accordent à ne reconnaître que la domination géorgienne sur l'Ossétie du Sud. D'après les sources officielles sud-ossètes, un total de 117 villages et hameaux seront détruits durant la guerre, chiffre incluant probablement les communautés ossètes aussi bien que géorgiennes.
Parallèlement, au nord-ouest de la Géorgie, l'Abkhazie devient elle aussi le cadre d'un conflit séparatiste. La différence entre l'Ossétie du Sud et l'Abkhazie réside toutefois dans le statut des deux régions, la dernière étant une république autonome considérée comme « historiquement légitime » par Tbilissi, et dont le statut n'est guère menacé. Bien au contraire, dans le but d'apaiser toutes tensions, Zviad Gamsakhourdia tentera de négocier un élargissement de l'autonomie abkhaze, se liant ainsi une certaine sympathie de la part de la population autochtone, sans pour autant parvenir à convaincre les dirigeants régionaux. Ceux-ci sont menés par le président du Soviet suprême Vladislav Ardzinba, élu le 4 décembre 1990, et dont l'insubordination oblige Tbilissi à trouver une solution législative en formant un nouveau corps parlementaire en Abkhazie, composé de 28 députés abkhazes contre 26 Géorgiens et 11 autres de nationalités différentes. Cette décision est vivement critiquée par la population géorgienne de l'Abkhazie, qui constitue alors la principale ethnie de la république autonome. Malgré cela, Vladislav Ardzinba continue de diriger sa politique vers le Kremlin et s'éloigne ainsi du centre géorgien. Le 17 mars 1991, il fait participer l'Abkhazie au référendum sur une nouvelle union soviétique, et va même jusqu'à supporter les instigateurs venant de la ligne dure du parti communiste de l'URSS durant le Putsch de Moscou d'août 1991. Le problème du sécessionnisme abkhaze reste toutefois de basse intensité comparé aux évènements sud-ossètes et les tensions ne prennent une tournure violente que lors d'incidents isolés.